# Microchilus astilleroensis
Microchilus astilleroensis är en orkidéart som beskrevs av Paul Ormerod. Microchilus astilleroensis ingår i släktet Microchilus och familjen orkidéer. Inga underarter finns listade i Catalogue of Life.